# 劇團！Theatre
《劇團！Theatre》(シアター！)是日本作家有川浩的系列作品。
於2011年1月舞台化，由演出，劇本由有川浩所寫，劇名《另一個劇團！》。而該舞台劇劇本於2011年5月發售。

## 概要
當有川浩的作品《圖書館戰爭》於2008年富士電視台「noitaminA」中動畫化時，與登場角色「柴崎麻子」的聲優澤城美雪交流時引發靈感。
在當時，澤城是劇團的演員，在得知劇團的目標是「成為賺得到錢的劇團」時，對此感興趣，成為《劇團！》的執筆原點，開始為此取材。

## 登場人物

### 旗子劇團
春川 司
旗子劇團幕後黑手。綽號「鐵血宰相」。
31歲。巧的哥哥。於建築公司工作。在過往劇團公演時都被迫購票，即使諸多抱怨，但每次皆會詳細填寫問卷，寫出對每人感想和見解。
春川 巧
旗子劇團團長，編劇兼導演。綽號「愛哭鬼團長」。
28歲。司的弟弟。
羽田 千歳
劇團的女演員，超級新星。綽號「深層衝擊」。
25歲。兒童劇團出身，正職是聲優。
早瀬 牧子
劇團的女演員。綽號「當家花旦」。
入團已有8年。喜歡巧。
黒川 勝人
劇團的男演員。「熱血派硬漢」。
巧的大學同學，劇團的元老級成員，入團10年。
秦泉寺 太志
劇團的男演員。「胖子悲觀主義者」。兩大笑星之一。
巧的大學同學，劇團的元老級成員，入團10年。老家是影作製作公司的外包商
小宮山 了太
劇團的男演員。「演技派帥哥」。
茅原 尚比古
劇團的男演員。「綽號大師」。兩大笑星之一。
官網的架構者，入團5年。平常會接網頁製作的工作。在剛入團時，為了盡快記著團員的名稱而依特徵取外號。
清水 鈴
劇團的女演員。綽號「粗心鈴兵衛」。
25歲。做事粗心大意，團中全部成員皆曾因此遭池魚之殃（剛入團的千歲在初公演時就初次遭殃）。
大野 由香里
劇團的女演員。綽號「浪花現實主義者」。
石丸 翼
劇團的男演員。綽號「忠犬石丸」。
25歲。入團3年，迷戀牧子。

### 其他
春川（父）
無名演員，在司上剛小學那時與妻子離婚，但原因並不是關係不和或者感情變淡，而是基於利害衡量。離婚後依然有跟妻子往來。於戲劇工作坊工作，在巧小學2年級時主動提議送巧到工作坊上課，成為怕生的巧的轉機。在司還是大學生時病死。
春川（母）
春川兄弟的母親。女強人。
仁志 正巳
雜志「娛樂月刊」的記者。

## 出版書籍
| 標題 | 中文標題        | 出版日期（日） | ISBN（日）             | 出版日期（台/港） | ISBN（台/港）      | 出版日期（陆） | ISBN（陆）             |
| ---- | --------------- | -------------- | ---------------------- | ----------------- | ------------------ | -------------- | ---------------------- |
|      | 劇團！Theatre   | 2009年12月16日 | ISBN 978-4-04-868221-3 | 2012年6月29日     | ISBN 9789862878040 | 2013年10月5日  | ISBN 978-7-5356-6538-6 |
|      | 劇團！Theatre 2 | 2011年1月25日  | ISBN 978-4-04-870280-5 | 2012年10月25日    | ISBN 9789862879603 | 2014年2月20日  | ISBN 978-7-5356-6748-9 |
|      |                 | 2011年5月25日  | ISBN 978-4-04-870588-2 |                   |                    |                |                        |

## 舞台劇《另一個劇團！》
於2011年1月，在中演出。

### 角色
- 春川司：阿部丈二
- 春川巧：阿部英貴
- 羽田千歳：沢城みゆき
- 早瀬牧子：斉藤範子
- 黒川勝人：佐藤貴也
- 秦泉寺太志：島村比呂樹
- 小宮山了太：土橋健太
- 茅原尚比古：大原研二
- 清水スズ：白石悠佳
- 大野ゆかり：田澤佳代子
- 石丸翼：大高雄一郎
- 清田祐希：沢城千春
- 遠山：遠山昌司
- 竹中：竹中さやか
- 城田：城田和彦
- 冨田貫一：藤田直也
- 田沼絵理：涌井友子
- 田沼清一郎：大和田伸也

### 工作人員
- 劇本：有川浩·石山英憲
- 演出：石山英憲
- 協賛：文藝春秋
- 主催：Theatre劇団子

## 外部連結
- Theatre 劇団子官方網頁 （页面存档备份，存于）
- Theatre劇団子25th公演「もう一つのシアター！」特設網頁 （页面存档备份，存于）